# Михейкин, Николай Яковлевич
Николай Яковлевич Михейкин (4 марта 1915, Кольцовка — 19 мая 1998, там же) — советский передовик сельскохозяйственного производства, бригадир колхоза им. Ленина Вурнарского района, Герой Социалистического Труда (1950).

## Биография
Родился 25 ноября 1915 года в деревне Кольцовка (ныне — Вурнарского района Чувашии). Работал звеньевым, бригадиром полеводческой бригады колхоза им. Ленина Вурнарского района.
Награждён орденом Ленина.

## Высшая награда
Указом Президиума Верховного Совета СССР в 1950 году за высокие производственные показатели, за получение высоких урожаев зерновых культур Николаю Яковлевичу Михейкину присвоено звание Героя Социалистического Труда с вручением ордена Ленина и золотой медали «Серп и Молот».